# Villa Jaragua
Villa Jaragua è un comune della Repubblica Dominicana di 11.437 abitanti, situato nella Provincia di Baoruco.